# Easton (Connecticut)
Easton – miasto w Stanach Zjednoczonych, w stanie Connecticut, w hrabstwie Fairfield.